# Hallelujah (песня Deep Purple)
«Hallelujah» (с англ. — «Аллилуйя») — песня, написанная британским композитором Роджером Гринуэйем и певцом Роджером Куком. Песня стала известной благодаря исполнению британской группой Deep Purple.
Это самая первая запись, сделанная классическим составом музыкального коллектива, так называемым «Mark II». Она была записана в июне 1969 года и выпущена в виде сингла в формате 7-дюймовой пластинки со скоростью вращения 45 оборотов в минуту (c первой частью композиции «April» из альбома Deep Purple на оборотной стороне) в июле того же года лейблами Harvest Records в Великобритании и Tetragrammaton Records в США. На американском рынке пластинка продавалась под несколько видоизменённым названием: «Hallelujah (I am the Preacher)».
«Hallelujah» не вошла ни в один студийный альбом группы, но спустя некоторое время после записи была включена в некоторые сборники, в числе которых The Deep Purple Singles A's and B's (1978) и The Anthology (1985). В чарты сингл не попал нигде, кроме Австрии, где он поднялся на 16-е место.

## История создания
К середине 1969 года Deep Purple записали три альбома и добились коммерческого успеха в США, но всё ещё не смогли найти своё собственное музыкальное направление. Никто из участников первого состава группы не был опытным композитором, и их ранние работы включали как произведения в стиле психоделического хард-рока, основанные на гитарных риффах Ричи Блэкмора и аранжированные Джоном Лордом с явным влиянием классической музыки, так и кавер-версии песен известных исполнителейː Битлз, Джо Саута, Нила Даймонда, Донована. После майского турне по США Ричи Блэкмор, Джон Лорд и Иэн Пейс решили заменить вокалиста Рода Эванса кем-то, кто больше соответствовал бы их новой идее — исполнять тяжёлую музыку, как Led Zeppelin.
Блэкмор попросил своего знакомого, барабанщика Мика Андервуда помочь найти подходящего певца. Андервуд рекомендовал Иэна Гиллана, своего коллегу по группе Episode Six. Блэкмор, Лорд и Пейс отправились на концерт этой формации, а после него сообщили ему, что находятся в поиске нового фронтмена, способного также к сочинению собственных песен, и предложили Гиллану сотрудничество. Вокалист согласился на встречу с Лордом, а также рекомендовал своего друга, бас-гитариста Episode Six Роджера Гловера, с которым они вдвоём недавно начали творческие эксперименты. 7 июня 1969 года состоялась встреча музыкантов, на которой Гиллан и Гловер продемонстрировали Лорду свои наработки, после чего тот включил черновую запись песни «Hallelujah», первоначально называвшейся «I am the Preacher», и поинтересовался их мнением о ней.

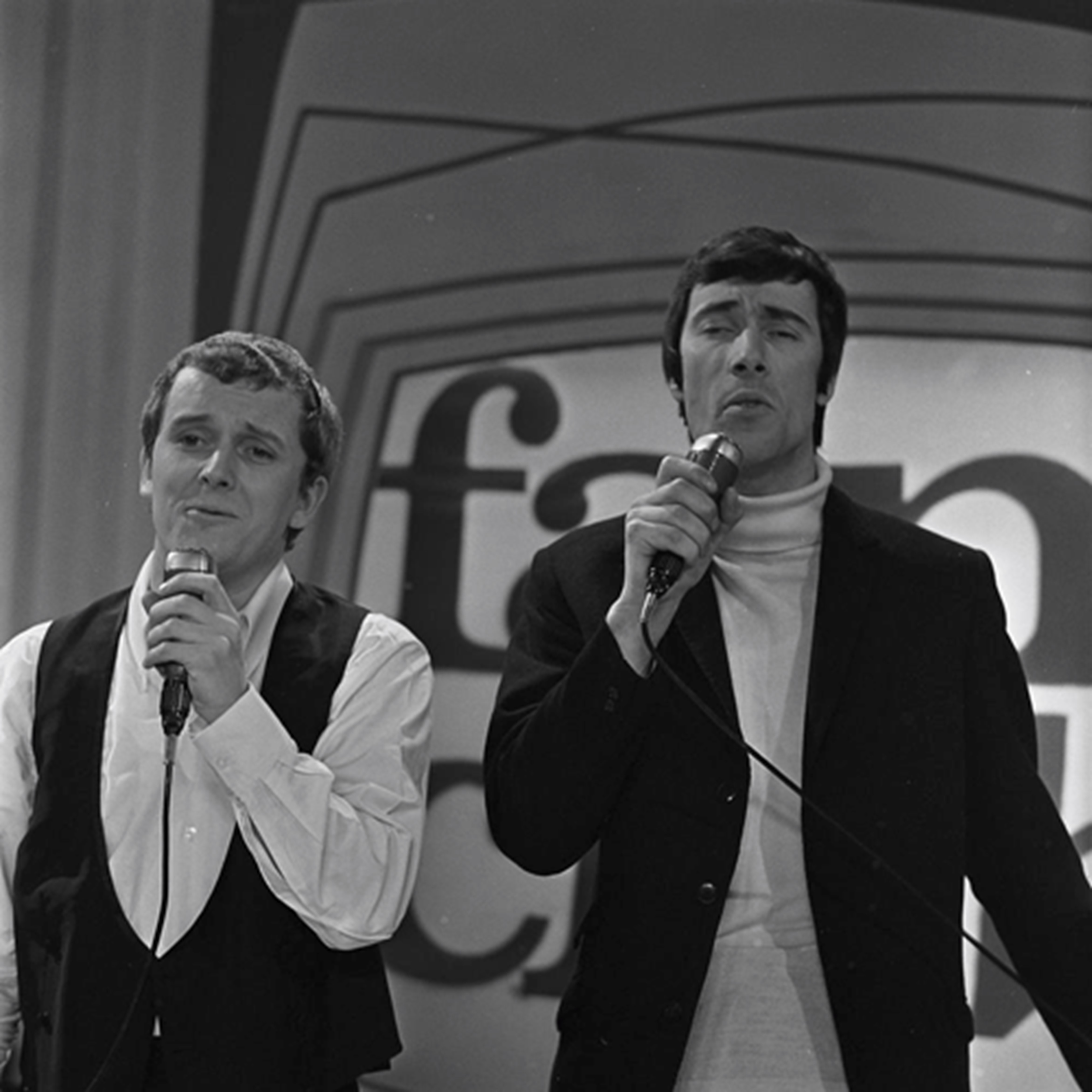
Авторы песни (слева) и (справа) в составе поп-дуэта. 1967 год

Демозапись композиции досталась Лорду от Дерека Лоуренса (музыкального продюсера трёх первых альбомов Deep Purple в составе «Mark I»), который получил её от её авторов, творческого дуэта Роджера Гринуэя и Роджера Кука. Тандем британских поэтов-песенников получил определённую известность в англосфере в виде их собственной поп-группы David and Jonathan, завершавшей в это время свою деятельность, тогда как Гринуэй и Кук переключались на курирование других коллективов, таких как Blue Mink. Дэйв Томпсон, автор книги Smoke on the Water: The Deep Purple Story, описывал «Hallelujah» следующим образом: «Небольшой свежий номер с интересным припевом, запевной мелодией и полурелигиозной интригой в тексте, компонентами вполне достаточными для того, чтобы быть в тренде мистических увлечений того времени (и группы)». Да и получившаяся в итоге интерпретация, после глубокой переработки оригинала Блэкмором и Лордом, имела мало общего с поп-музыкой, с которой ассоциировались его авторы.
Ознакомившись с авторским демо на своём собеседовании, Гиллан и Гловер из вежливости похвалили услышанное, и им было тут же предложено сегодня же записать вместе с Deep Purple свою версию . Хотя впоследствии музыканты называли трек «абсолютно безумным», сама идея им пришлась по душе.
Таким образом в самой сессии, которая прошла в лондонской студии De Lane Lea Studios на Кингсуэй, оба музыканта пребывали в качестве сессионных музыкантов. Только по завершении процесса вопрос об их переходе в Deep Purple был решён окончательно. По воспоминаниям вокалиста, у него сложилось впечатление, что это был своего рода эксперимент, чтобы увидеть как будут смотреться новички на фоне Эванса и Симпера. На самом деле так и было, и Эванс, и Симпер тогда ещё официально числились членами группы. И за два часа до прибытия Гилана с Гловером в студию, старый состав группы уже успел записать там свою версию «Hallelujah». Но поскольку результат работы с новыми исполнителями резко контрастировал в позитивную сторону, то ещё до окончания сессии Блэкмору, Лорду и Пейсу стало ясно, что кадровые решения неизбежны, и Гловер, вслед за Гилланом, получил приглашение влиться в состав ансамбля тем же вечером.
В том же году Дерек Лоуренс записал версию этой песни со своей собственной группой The Derek Lawrence Statement.

## Продвижение и восприятие
Tetragrammaton Records, выпускавшая «Hallelujah» на американском рынке, приложила к его раскрутке значительные силы и средства. Директор по маркетингу Рон Крейцман отправился в промотур по всей стране для рекламы этого сингла, а все три ведущих профильных музыкальных издания страны, Billboard, Cash Box и Record World, разместили на своих страницах цветные рекламные постеры на всю страницу в пурпурных тонах. Рекламный слоган, уверявший, что данный релиз — это лучшее из созданного группой к тому моменту, гласил: «Это лето будет солнечным, тёплым и пурпурным».
Сингл получил отклик в американской и британской музыкальной прессе. Обозреватели Billboard, в выпуске за 19 июля 1969 года, назвали заглавную композицию привлекательной хард-роковой песней с большим коммерческим потенциалом, предположив, что она будет одинаково хорошо востребована как поклонниками андеграундной музыки, так и имеет шансы попасть в Топ-40. Вышедшая в тот же день рецензия Cash Box подтверждала этот тезис: «Самая коммерческая работа группы в этом году, „Hallelujah“, сочетает в себе поразительную инструментальную мощь группы с исключительным вокалом». A в Record World, разместившем заметку о «Hallelujah» на титульной обложке журнала, делали акцент на «пьянящей» атмосфере песни. Отзывы критиков на родине музыкантов были схожей тональности. Журналистка Пенни Валентайн, отвечавшая в журнале Disc and Music Echo за колонку рецензий на синглы, охарактеризовала работу Deep Purple, как «захватывающую запись с хендриксоподобным аккомпанементом и скорбными приглушёнными голосами, поющими почти евангельские тексты».

## Список композиций
| №  | Название     | Автор(ы)                  | Длительность |
| -- | ------------ | ------------------------- | ------------ |
| 1. | «Hallelujah» | Роджер Гринуэй Роджер Кук | 3:10         |

| №  | Название         | Автор(ы)                | Длительность |
| -- | ---------------- | ----------------------- | ------------ |
| 1. | «April (Part 1)» | Ричи Блэкмор, Джон Лорд | 4:00         |

## Участники записи
Deep Purple:
- Иэн Гиллан — вокал
- Ричи Блэкмор — гитара
- Джон Лорд — клавишные инструменты
- Роджер Гловер — бас-гитара
- Иэн Пейс — ударные